# Campeonato Pernambucano de Futebol - Série A3
O Campeonato Pernambucano de Futebol da Série A3, também conhecido como Campeonato Pernambucano - Série A3, Pernambucano de Futebol - Série A3 e Série A3, é a liga brasileira de futebol profissional entre clubes do estado de Pernambuco, sendo equivalente ao terceiro nível futebolístico no estado. O campeão do torneio tem vaga garantida na Segunda Divisão do Campeonato Pernambucano, no ano seguinte.
Ao contrário do que ocorrera em outros estados do Brasil que tinham mais de duas divisões, até então a Série A2 do Campeonato Pernambucano de Futebol era o último nível do futebol profissional no estado. Muitos clubes tradicionais do estado, por vezes despontavam na segunda e na primeira divisão. Apesar de serem coadjuvantes na elite do futebol pernambucano, era uma forma de levar para os municípios do interior, os grandes clubes da capital. Houve muitos desafios para que o futebol do interior pernambucano, tivesse espaço no estado como um todo, além dos clubes da capital. A ideia de criação de um torneio que reunisse esses clubes, crescia rapidamente. Foi então que a FPF-PE, junto da Diretoria de Competições e o Departamento de Futebol Amador, realizarão a primeira edição da Copa do Interior das Ligas Municipais, tendo o Colombo Spot Club campeão de 1936. A competição, reunia os clubes campeões do citadinos organizadas pelas ligas desportivas dos municípios de Pernambuco, filiadas a Federação Pernambucana de Futebol. A competição foi tão promissora, que acabou sendo integrada a criação da Terceira divisão estadual, perdendo o aval pra o que era esperado do torneio.
Tendo sua primeira edição oficial em 1996, teve como o seu primeiro campeão o clube Ramalat Sport Club, clube do município de Ouricuri no interior de Pernambuco. E a partir da edição de 1998, o próprio Ramalat foi o primeiro clube a ganhar a edição inaugural da competição que já tinha o aval de competição profissional de âmbito estadual e a oportunidade de ganhar uma promoção a divisão superior, mais devido a competição ser nova no quesito havia incertezas e o clube preferiu continuar na última divisão, aceitando subir pra A2 e se profissionalizar no ano seguinte, isso depois da equipe de Ouricuri ter se consolidado como maior campeã da competição, ganhando as edições de 1996, 1997, 1998 e a última que deu sua promoção, a edição de 1999. Outras equipes como; Ferroviário do Cabo, Itacuruba e Vera Cruz, foram outros que conseguiram se profissionaliza e a ganharem o direito de disputar a segunda divisão.
Foi em 2002, que o Vera Cruz Futebol Clube viria a disputar e ganhar a última edição da competição, que a partir do ano seguinte só seria disputado apenas pelas seleções municipais campeãs de suas ligas de cada município pernambucano. Em 2019 foi cogitado o retorno da competição. A própria federação já tinha dado aval para o seu retorno mas, devido a problemas financeiros que alguns clubes poderiam enfrentar e que outros clubes não concordaram com o regulamento que seria imposto, a competição foi cancelada e os clubes que foram rebaixados em 2018 da série A2, permaneceram na mesma. A federação e a sua direção de competições, estudou o seu retorno para 2020, mas devido a pandemia de Covid-19 e questões financeiras dos clubes, a entidade decidiu criar um projeto para unir a terceira divisão com a até então extinta Copa Pernambuco para o ano de 2021, também sem chances e retornando oficialmente em 2023, sendo uma das competições que serão realizadas neste ano, divulgadas no calendário oficial da FPF-PE.
Uma das características históricas da Série A3 do Campeonato Pernambucano, assim como as demais divisões, é a falta de uma padronização no sistema de disputa, que muda a cada ano, assim como as regras e o número de participantes. Por conta disso, o número de clubes promovidos ou rebaixados varia muito e a duração da competição pode ser reduzida. Muitos estaduais, como o Campeonato Paulista de Futebol, que possui 16 equipes nas três primeiras divisões (desde 2019, as três divisões tem 16 equipes) e tem uma maior organização.
Oficialmente, o primeiro campeão da série A3 foi o Ypiranga-PE. Já o atual campeão é o América-PE, após ter vencido o Águia de Cumaru por 2 a 0, em duelo válido pela última rodada da Série A3 do Pernambucano, no estádios Varedão.

## História

### Antecedentes e primeira edição: Copa Intermunicipal de Clubes e Terceira Divisão (1994-96 a 1996-2002)
A maneira como o futebol consolidou-se em Pernambuco criou várias dificuldades para se estabelecer um sistema de disputa que ultrapassasse as fronteiras municipais. Embora já houvesse campeonatos municipais de âmbito amador, muitos clubes já se profissionalizavam no estado. Muitos dos clubes amadores da capital e do interior, se sentiam escanteadas por não terem competições para que pudessem participar, quando não estivessem aptos de disputarem as segunda e primeira divisão, que tinha uma forma diferente de participação. Criada em 1994 como Copa do Interior das Ligas Municipais, a competição era exclusivamente disputada por clubes amadores campeões das Ligas Desportivas Municipais, ligas desportivas filiadas a Federação Pernambucana de Futebol, (FPF).  Com a profissionalização, o crescimento e a organização da elite profissional do estado de Pernambuco, teve-se a ideia de profissionalizar as demais divisões, proporcionando aos clubes se regulamentarem com as normas trabalhistas e a saída do amadorismo e a chance de despontar nos cenários nacionais e internacionais. A partir de 1996, a federação pernambucana cria de forma mais organizada, um campeonato que reunisse esses clubes a se profissionalizassem mais sem um acesso a uma divisão superior como nus outros estaduais a fora no país, alguns clubes ainda optavam em não se profissionalizar. Neste ano o Ramalat Sport Club, clube do município de Ouricuri no interior do estado, sagrava-se como campeão da primeira edição do estadual. Mesmo sendo campeão de uma competição oficial da federação pernambucana, o clube só passou a se profissionalizar somente no ano de 2000, quando estreou na segunda divisão. Com uma melhor organização do futebol pernambucano, em 1998, a terceira divisão passaria a promover dois clubes amadores, campeão e vice-campeão intermunicipal e davam a chance de ser um clube profissional, disputando competições oficiais em âmbito estadual e nacional, competições organizadas e regulamentadas pela federação pernambucana e pela CBF Confederação Brasileira de Futebol.
Em 2002, competição estadual teve sua última edição realizada, ano que marcaria o fim de quatro anos de profissionalização de clubes amadores municipais do estado, tendo seu último campeão o Vera Cruz Futebol Clube, equipe do município de Vitória de Santo Antão, última equipe a se profissionalizar no futebol pernambucano e encerrando a última divisão. Em 2003, passa a ser chamada de Copa de Seleções das Ligas Municipais, competição disputada por seleções campeãs das ligas municipais do estado. Dessa forma, a segunda divisão se tornaria a última divisão de fato e nenhum outro clube fora rebaixado ou promovido e a forma de com que os clubes participavam da série A2, era através de ranqueamento, lista de espera, rebaixamento da série A1 ou interesse dos clubes que por muitas vezes desistiam de participar da competição por problemas financeiros ou por não ter estádio em condições adequadas com laudos e licenciamento na federação.
Lista de CampeõesCopa Intermunicipal e Terceira Divisão
| 1994-1995               | 1996                                              | 1997                      | 1998                                   |
| ----------------------- | ------------------------------------------------- | ------------------------- | -------------------------------------- |
| Campeões não informados | Ramalat (Ouricuri) (1)                            | Ramalat (Ouricuri) (2)    | Ramalat (Ouricuri) (3)                 |
| 1999                    | 2000                                              | 2001                      | 2002                                   |
| Ramalat (Ouricuri) (4)  | Ferroviário do Cabo (Cabo de Santo Agostinho) (1) | Itacuruba (Itacuruba) (1) | Vera Cruz (Vitória de Santo Antão) (1) |

### Tentativas de retorno, polemica do rebaixamento da Série A2 de 2022 e a oficialização
Com a baixa média de públicos em suas competições, tendo clubes se licenciando por motivos estruturais ou financeiros e com o intuito de reformular o campeonato de Pernambuco, a direção de competições da Federação Pernambucana de Futebol, estuda a redução de equipes participantes da Primeira divisão para 10 equipes e também estuda reduzir e fixar em dez o número de equipes na Segunda divisão. Com isso, após as reuniões arbitrarias para a organização da próxima edição da Série A2 de 2018, a federação após quase 17 anos,> estudava o retorno da Terceira divisão Campeonato Pernambucano de Futebol, fazendo a competição voltar a ter um terceiro nível em seu futebol em 2019. Dessa forma, a Série A2 rebaixarias as duas piores equipes de sua competição e a terceira divisão iria promover o mesmo número no ano seguinte. Dessa forma, tanto a primeira quanto a segunda divisão teriam 10 equipes cada e a terceira divisão teria um número ilimitado conforme estabelecido pela direção de competições da federação. No começo de 2019, a federação e a direção de competições se reuniram com os representeantes das associações para discutirem o regulamento da competição. Clubes como a Associação Garanhuense de Atletismo, Araripina Futebol Clube e Sete de Cupira, assim como novos clubes como Sport Club Araripina e Caruaru City Sport Club, que viam a competição como uma vitrine para divulgarem suas marcas, não entraram em um acordo mutuo com as outras agremiações que foram rebaixadas para a série A3. Pois, outros clubes que surgiam ou queriam sair do licenciamento, queriam disputar a segunda divisão sem antes passarem pela terceira divisão e devido também a problemas financeiros dos demais clubes, a federação suspendeu a realização do campeonato e as equipes rebaixadas, permaneceram para a edição da série A2 de 2019. 
Em 2023, a FPF-PE anunciou o seu calendário oficial, com todos os torneios realizado neste ano, tendo como novidade a realização de um provável retorno da competição, no final de 2023. Dessa forma, 18 equipes das 25 que participaram da edição de 2022 da Série A2, seriam rebaixados para a nova divisão do estadual, o que causou polemica e revolta dos clubes no que chamaram de; "Rebaixados em Atacado". Os representantes das 18 associações, protocolaram um documento com assinaturas que questiona nova competição criada pela Federação Pernambucana de Futebol. Em julho do mesmo ano, o TJD-PE julgou a o manifesto que repudiava a criação da competição, tendo a FPF-PE relutante no descontentamento dos clubes envolvidos. Para garantir a decisão dos clubes, o Superior Tribunal de Justiça Desportiva — (STJD), confirmou a participação dos clubes rebaixados na edição de 2023 da Série A2, o que não daria brechas federação de recuar da decisão.
Todavia, apesar do descontentamento dos clubes na criação da nova divisão, o TJD-PE conseguiu um acordo e vitória a FPF-PE e a oficialização da Série A3. Dessa forma, a segunda divisão contará com 12 participantes e os rebaixados da primeira. Em 15 de setembro, foi publicado o regulamento da Série A2 de 2023 e a confirmação de disputa da Série A3 de 2023 em outubro.

## Resultados
| Edição                                | Ano   | Nº         | Campeão                                           | Vice-campeão                                  | Terceiro colocado                          | Quarto colocado                  |
| ------------------------------------- | ----- | ---------- | ------------------------------------------------- | --------------------------------------------- | ------------------------------------------ | -------------------------------- |
| 1ª                                    | 19941 | ?          | não informado                                     | não informado                                 | não informado                              | não informado                    |
| 2ª                                    | 19951 | ?          | não informado                                     | não informado                                 | não informado                              | não informado                    |
| 3ª                                    | 1996  | ?          | Ramalat (Ouricuri) (1)                            | não informado                                 | não informado                              | não informado                    |
| 4ª                                    | 1997  | ?          | Ramalat (Ouricuri) (2)                            | não informado                                 | não informado                              | não informado                    |
| 5ª                                    | 19982 | ?          | Ramalat (Ouricuri) (3)                            | não informado                                 | não informado                              | não informado                    |
| 6ª                                    | 1999  | 20         | Ramalat (Ouricuri) (4)                            | Ferroviário do Cabo (Cabo de Santo Agostinho) | ASA (São Bento do Una)                     | Atlético Camaragibe (Camaragibe) |
| 7ª                                    | 2000  | 22         | Ferroviário do Cabo (Cabo de Santo Agostinho) (1) | Comercial de Pesqueira (Pesqueira)            | Náutico E.C. (Petrolina)                   | Gameleira E.C. (Gameleira)       |
| 8ª                                    | 2001  | 6          | Itacuruba (Itacuruba) (1)                         | não informado                                 | não informado                              | não informado                    |
| 9ª                                    | 2002  | 22         | Vera Cruz (Vitória de Santo Antão) (1)            | Vila Rica (Gameleira)                         | Grêmio Belenenses (Belém de São Francisco) | não informado                    |
| Campeonato oficial da FPF-PE          |       |            |                                                   |                                               |                                            |                                  |
| 10ª                                   | 2023  | 7          | Ypiranga-PE (Santa Cruz do Capibaribe) (1)        | Ipojuca (Ipojuca)                             | Cabense (Cabo de Santo Agostinho)          | Santa Fé (Recife)                |
| 11ª                                   | 2024  | 8          | América-PE (Recife) (1)                           | Águia de Cumaru (Cumaru)                      | Caruaru City (Caruaru)                     | Belo Jardim (Belo Jardim)        |
| 12ª                                   | 2025  | A disputar | A disputar                                        | A disputar                                    | A disputar                                 | A disputar                       |
| Conquistou o título de forma invicta. |       |            |                                                   |                                               |                                            |                                  |

### Por clube
| Clube                                       | Campeão | Anos dos Títulos        | Vice | Anos dos Vices |
| ------------------------------------------- | ------- | ----------------------- | ---- | -------------- |
| Ramalat (Ouricuri)                          | 4       | 1996, 1997, 1998 e 1999 | 0    | –              |
| Ferroviário do Cabo (Cabo de St. Agostinho) | 1       | 2000                    | 1    | 1999           |
| Itacuruba (Itacuruba)                       | 1       | 2001                    | 0    | –              |
| Vera Cruz (Vitória de Santo Antão)          | 1       | 2002                    | 0    | –              |
| Ypiranga-PE (Santa Cruz do Capibaribe)      | 1       | 2023                    | 0    | –              |
| América-PE (Recife)                         | 1       | 2024                    | 0    | –              |
| Comercial de Pesqueira (Pesqueira)          | 0       | –                       | 1    | 2000           |
| Vila Rica (Gameleira)                       | 0       | –                       | 1    | 2002           |
| Ipojuca (Ipojuca)                           | 0       | –                       | 1    | 2023           |
| Águia de Cumaru (Cumaru)                    | 0       | –                       | 1    | 2024           |

### Por cidade
| Cidade                   | Títulos | Vices |
| ------------------------ | ------- | ----- |
| Ouricuri                 | 4       | 0     |
| Cabo de Santo Agostinho  | 1       | 1     |
| Itacuruba                | 1       | 0     |
| Vitória de Santo Antão   | 1       | 0     |
| Santa Cruz do Capibaribe | 1       | 0     |
| Recife                   | 1       | 0     |

## Estatísticas

### Artilharia
| Ano  | Artilheiro | Clube      | Gols |
| ---- | ---------- | ---------- | ---- |
| 2023 | Valdeir    | Ipojuca    | 5    |
| 2024 | Renato     | América-PE | 9    |

### Maiores goleadas
| 1 | 2023 | Ipojuca | 5–0 | Barreiros | 25 de novembro de 2023 | [ 21 ] [ 22 ] |